# Jassans-Riottier
Jassans-Riottier – miejscowość i gmina we Francji, w regionie Owernia-Rodan-Alpy, w departamencie Ain.

## Demografia
Według danych na styczeń 2012 r. gminę zamieszkiwały 6422 osoby, a gęstość zaludnienia wynosiła 1335,1 osób/km².

## Współpraca
Miejscowość partnerska:
- Ottignies-Louvain-la-Neuve, Belgia